# Sporting Goods
Sporting Goods est un film américain réalisé par Malcolm St. Clair, sorti en 1928.

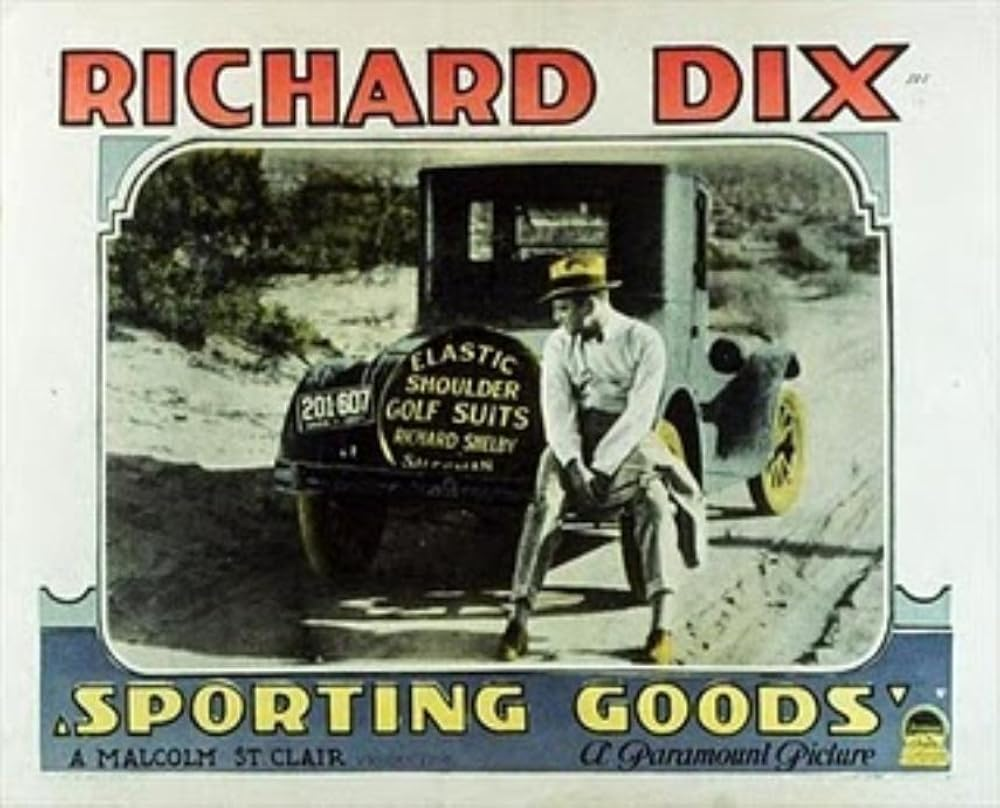
Affiche du film.

Richard Dix y interprète un vendeur qui est confondu avec un millionnaire

## Fiche technique
- Réalisation : Malcolm St. Clair
- Scénario : George Marion Jr., Ray Harris, Thomas J. Crizer
- Producteurs : Jesse L. Lasky, Adolph Zukor
- Photographie : Edward Cronjager
- Montage : Otho Lovering
- Production : Famous Players–Lasky Corporation
- Distributeur : Paramount Pictures
- Type : muet- noir et blanc
- Durée : 60 minutes
- Date de sortie : 11 février 1928

## Distribution
- Richard Dix : Richard Shelby
- Ford Sterling : Mr. Jordan
- Gertrude Olmstead : Alice Elliott
- Philip Strange : Henry Thorpe
- Myrtle Stedman : Mrs. Elliott
- Wade Boteler : Regan
- Claude King : Timothy Stanfield
- Maude Turner Gordon : Mrs. Stanfield